# Caecilia pachynema
Caecilia pachynema är en groddjursart som beskrevs av Günther 1859. Caecilia pachynema ingår i släktet Caecilia och familjen Caeciliidae. IUCN kategoriserar arten globalt som otillräckligt studerad. Inga underarter finns listade.